# French Open-mesterskabet i damedouble 2016
French Open-mesterskabet i damedouble 2016 var den 99. turnering om French Open-mesterskabet i damedouble. Turneringen var en del af French Open 2016 og blev spillet i Stade Roland Garros i Paris, Frankrig i perioden 24. maj - 5. juni 2016 med deltagelse af 64 par.
Mesterskabet blev vundet af Caroline Garcia og Kristina Mladenovic, som dermed begge vandt deres første grand slam-titel i damedouble, og som blev det første rent franske vinderpar i turneringen siden 1971. For Garcia var triumfen den første grand slam-titel i karrieren, mens Kristina Mladenovic tidligere havde vundet to grand slam-titler i mixed double sammen med Daniel Nestor. I finalen besejrede franskmændene vinderne fra 2013, russiske Jekaterina Makarova og Jelena Vesnina, med 6−3, 2−6, 6−4.
Bethanie Mattek-Sands og Lucie Šafářová var forsvarende mestre, men det andenseedede par tabte allerede i første runde til Kiki Bertens og Johanna Larsson.
Martina Hingis og Sania Mirza havde muligheden for at blive regerende mestre i alle fire grand slam-turneringer, eftersom de tidligere havde vundet damedoubletitlerne ved Wimbledon 2015, US Open 2015 og Australian Open 2016, men parret tabte i tredje runde til tjekkerne Barbora Krejčíková og Kateřina Siniaková.

## Pengepræmier og ranglistepoint
Den samlede præmiesum til spillerne i herredouble androg € 2.176.000 (ekskl. per diem), hvilket var en stigning på knap 10 % i forhold til året før.
| Resultat               | Pengepræmier | Pengepræmier | Ændring ift. 2015 | ATP-point |
| Resultat               | Pr. par      | Total        | Ændring ift. 2015 | ATP-point |
| ---------------------- | ------------ | ------------ | ----------------- | --------- |
| Vindere (1)            | € 500.000    | € 500.000    | +11,1 %           | 2.000     |
| Finalister (1)         | € 250.000    | € 250.000    | +11,1 %           | 1.300     |
| Semifinalister (2)     | € 125.000    | € 250.000    | +11,1 %           | 780       |
| Kvartfinalister (4)    | € 68.000     | € 272.000    | +11,5 %           | 430       |
| Tabere i 3. runde (8)  | € 37.000     | € 296.000    | +12,1 %           | 240       |
| Tabere i 2. runde (16) | € 19.000     | € 304.000    | +5,6 %            | 130       |
| Tabere i 1. runde (32) | € 9.500      | € 304.000    | +5,6 %            | 10        |
| Samlet præmiesum       | -            | € 2.176.000  | +9,7 %            | -         |

## Turnering

### Deltagere
Turneringen havde deltagelse af 64 par, der var fordelt på:
- 57 direkte kvalificerede par i form af deres ranglisteplacering.
- 7 par, der havde modtaget et wildcard.

#### Seedede spillere
De 16 bedst placerede af parrene på WTA's verdensrangliste i double pr. 16. maj 2016 blev seedet:
| Seedning | Rang. | Spiller                                        | Resultat     |
| -------- | ----- | ---------------------------------------------- | ------------ |
| 1        | 2     | Martina Hingis Sania Mirza                     | Tredje runde |
| 2        | 10    | Bethanie Mattek-Sands Lucie Šafářová           | Første runde |
| 3        | 11    | Chan Hao-Ching Chan Yung-Jan                   | Kvartfinale  |
| 4        | 18    | Tímea Babos Jaroslava Sjvedova                 | Tredje runde |
| 5        | 19    | Caroline Garcia Kristina Mladenovic            | Vindere      |
| 6        | 22    | Andrea Hlaváčková                              | Kvartfinale  |
| 7        | 24    | Jekaterina Makarova Jelena Vesnina             | Finale       |
| 8        | 40    | Raquel Atawo Abigail Spears                    | Anden runde  |
| 9        | 42    | Xu Yifan Zheng Saisai                          | Kvartfinale  |
| 10       | 47    | Julia Görges Karolína Plíšková                 | Tredje runde |
| 11       | 53    | Andreja Klepač Katarina Srebotnik              | Tredje runde |
| 12       | 57    | Lara Arruabarrena Sara Errani                  | Første runde |
| 13       | 59    | Anabel Medina Garrigues Arantxa Parra Santonja | Første runde |
| 14       | 63    | Irina-Camelia Begu Monica Niculescu            | Meldte afbud |
| 15       | 64    | Vania King Alla Kudrjavtseva                   | Første runde |
| 16       | 74    | Chuang Chia-Jung Hsieh Su-Wei                  | Første runde |

#### Wildcards
Syv par modtog et wildcard til turneringen.
| Spiller                                   | Resultat     |
| ----------------------------------------- | ------------ |
| Fiona Ferro Virginie Razzano              | Første runde |
| Manon Arcangioli Chloé Paquet             | Første runde |
| Clothilde de Bernardi Shérazad Reix       | Første runde |
| Stéphanie Foretz Amandine Hesse           | Første runde |
| Myrtille Georges Alizé Lim                | Første runde |
| Mathilde Johansson Pauline Parmentier     | Anden runde  |
| Tessah Andrianjafitrimo Claire Feuerstein | Første runde |

### Resultater

#### Kvartfinaler, semifinaler og finale
| Barbora Krejčíková |
| Kateřina Siniaková |

| Andrea Hlaváčková |
| Lucie Hradecká    |

| Barbora Krejčíková |
| Kateřina Siniaková |

| Chan Hao-Ching |
| Chan Yung-Jan  |

| Jekaterina Makarova |
| Jelena Vesnina      |

| Jekaterina Makarova |
| Jelena Vesnina      |

| Jekaterina Makarova |
| Jelena Vesnina      |

| Xu Yifan     |
| Zheng Saisai |

| Caroline Garcia     |
| Kristina Mladenovic |

| Margarita Gasparjan |
| Svetlana Kuznetsova |

| Margarita Gasparjan |
| Svetlana Kuznetsova |

| Caroline Garcia     |
| Kristina Mladenovic |

| Caroline Garcia     |
| Kristina Mladenovic |

| Kiki Bertens    |
| Johanna Larsson |

#### Første, anden og tredje runde
| Martina Hingis |
| Sania Mirza    |

| Darja Kasatkina   |
| Aleksandra Panova |

| Martina Hingis |
| Sania Mirza    |

| Karin Knapp   |
| Mandy Minella |

| Nao Hibino |
| Eri Hozumi |

| Nao Hibino |
| Eri Hozumi |

| Martina Hingis |
| Sania Mirza    |

| Nicole Melichar |
| Alicja Rosolska |

| Barbora Krejčíková |
| Kateřina Siniaková |

| Liang Chen |
| Wang Yafan |

| Liang Chen |
| Wang Yafan |

| Barbora Krejčíková |
| Kateřina Siniaková |

| Barbora Krejčíková |
| Kateřina Siniaková |

| Chuang Chia-Jung |
| Hsieh Su-Wei     |

| Andreja Klepač     |
| Katarina Srebotnik |

| Fiona Ferro      |
| Virginie Razzano |

| Andreja Klepač     |
| Katarina Srebotnik |

| Manon Arcangioli |
| Chloé Paquet     |

| Misaki Doi  |
| Naomi Osaka |

| Misaki Doi  |
| Naomi Osaka |

| Andreja Klepač     |
| Katarina Srebotnik |

| Ljudmyla Kitjenok |
| Nadiia Kitjenok   |

| Andrea Hlaváčková |
| Lucie Hradecká    |

| Oksana Kalasjnikova |
| Danka Kovinić       |

| Ljudmyla Kitjenok |
| Nadiia Kitjenok   |

| Irina Falconi |
| Monica Puig   |

| Andrea Hlaváčková |
| Lucie Hradecká    |

| Andrea Hlaváčková |
| Lucie Hradecká    |

| Chan Hao-Ching |
| Chan Yung-Jan  |

| Kateryna Bondarenko |
| Olga Savtjuk        |

| Chan Hao-Ching |
| Chan Yung-Jan  |

| Miyu Kato   |
| Kurumi Nara |

| Jocelyn Rae |
| Anna Smith  |

| Jocelyn Rae |
| Anna Smith  |

| Chan Hao-Ching |
| Chan Yung-Jan  |

| Clothilde de Bernardi |
| Shérazad Reix         |

| Madison Brengle |
| Tatjana Maria   |

| Alizé Cornet  |
| Magda Linette |

| Alizé Cornet  |
| Magda Linette |

| Madison Brengle |
| Tatjana Maria   |

| Madison Brengle |
| Tatjana Maria   |

| A. Medina Garrigues |
| A. Parra Santonja   |

| Julia Görges      |
| Karolína Plíšková |

| Anna-Lena Grönefeld |
| Květa Peschke       |

| Julia Görges      |
| Karolína Plíšková |

| Vera Dusjevina |
| Raluca Olaru   |

| Christina McHale |
| Coco Vandeweghe  |

| Christina McHale |
| Coco Vandeweghe  |

| Julia Görges      |
| Karolína Plíšková |

| Daria Gavrilova |
| Elina Svitolina |

| Jekaterina Makarova |
| Jelena Vesnina      |

| Gabriela Dabrowski    |
| M.J. Martínez Sánchez |

| Gabriela Dabrowski    |
| M.J. Martínez Sánchez |

| Samantha Stosur |
| Zhang Shuai     |

| Jekaterina Makarova |
| Jelena Vesnina      |

| Jekaterina Makarova |
| Jelena Vesnina      |

| Raquel Atawo   |
| Abigail Spears |

| Johanna Konta |
| Maria Sanchez |

| Raquel Atawo   |
| Abigail Spears |

| Klaudia Jans-Ignacik |
| Xenia Knoll          |

| Aleksandra Krunić    |
| Mirjana Lučić-Baroni |

| Aleksandra Krunić    |
| Mirjana Lučić-Baroni |

| Aleksandra Krunić    |
| Mirjana Lučić-Baroni |

| Nicole Gibbs   |
| Heather Watson |

| Xu Yifan     |
| Zheng Saisai |

| Sabine Lisicki  |
| Andrea Petkovic |

| Sabine Lisicki  |
| Andrea Petkovic |

| Han Xinyun        |
| Varvara Lepchenko |

| Xu Yifan     |
| Zheng Saisai |

| Xu Yifan     |
| Zheng Saisai |

| Vania King        |
| Alla Kudrjavtseva |

| Margarita Gasparjan |
| Svetlana Kuznetsova |

| Margarita Gasparjan |
| Svetlana Kuznetsova |

| Darija Jurak |
| Ana Konjuh   |

| Darija Jurak |
| Ana Konjuh   |

| Stéphanie Foretz |
| Amandine Hesse   |

| Margarita Gasparjan |
| Svetlana Kuznetsova |

| Dominika Cibulková |
| Kirsten Flipkens   |

| Tímea Babos        |
| Jaroslava Sjvedova |

| Myrtille Georges |
| Alizé Lim        |

| Dominika Cibulková |
| Kirsten Flipkens   |

| Anastasia Rodionova |
| Arina Rodionova     |

| Tímea Babos        |
| Jaroslava Sjvedova |

| Tímea Babos        |
| Jaroslava Sjvedova |

| Caroline Garcia     |
| Kristina Mladenovic |

| Annika Beck      |
| Yanina Wickmayer |

| Caroline Garcia     |
| Kristina Mladenovic |

| M. Rybáriková    |
| A.K. Schmiedlová |

| Mathilde Johansson |
| Pauline Parmentier |

| Mathilde Johansson |
| Pauline Parmentier |

| Caroline Garcia     |
| Kristina Mladenovic |

| Asia Muhammad  |
| Stephanie Vogt |

| Anna-Lena Friedsam |
| Laura Siegemund    |

| Anna-Lena Friedsam |
| Laura Siegemund    |

| Anna-Lena Friedsam |
| Laura Siegemund    |

| Michaëlla Krajicek |
| Barbora Strýcová   |

| Michaëlla Krajicek |
| Barbora Strýcová   |

| Lara Arruabarrena |
| Sara Errani       |

| Naomi Broady   |
| Louisa Chirico |

| Vitalija Djatjenko |
| Galina Voskobojova |

| Vitalija Djatjenko |
| Galina Voskobojova |

| Serena Williams |
| Venus Williams  |

| Serena Williams |
| Venus Williams  |

| Jeļena Ostapenko  |
| Julija Putintseva |

| Serena Williams |
| Venus Williams  |

| T. Andrianjafitrimo |
| Claire Feuerstein   |

| Kiki Bertens    |
| Johanna Larsson |

| María Irigoyen |
| Paula Kania    |

| María Irigoyen |
| Paula Kania    |

| Kiki Bertens    |
| Johanna Larsson |

| Kiki Bertens    |
| Johanna Larsson |

| B. Mattek-Sands |
| Lucie Šafářová  |